# Bellator London 2
Bellator London 2: MVP vs. Melillo è stato un evento di arti marziali miste tenuto dalla Bellator MMA il 23 novembre 2019 alla Wembley Arena di Londra in Inghilterra.

## Risultati
|                  | Divisione              |                    |           |                    | Metodo                                        | Round     | Tempo     | Premio    |
| Main Card        | Main Card              | Main Card          | Main Card | Main Card          | Main Card                                     | Main Card | Main Card | Main Card |
| ---------------- | ---------------------- | ------------------ | --------- | ------------------ | --------------------------------------------- | --------- | --------- | --------- |
|                  | Pesi welter            | Michael Page       | batte     | Gianni Melillo     | KO (pugni)                                    | 1         | 1:47      |           |
|                  | Pesi medi              | Fabian Edwards     | batte     | Michael Shipman    | Decisione non unanime (28-29, 29-28, 30-27)   | 3         | 5:00      |           |
|                  | Pesi leggeri           | Soren Bak          | batte     | Terry Brazier      | Decisione unanime (30-27, 30-27, 29-28)       | 3         | 5:00      |           |
| Card Preliminare |                        |                    |           |                    |                                               |           |           |           |
|                  | Pesi mosca femminili   | Denise Kielholtz   | batte     | Sabriye Şengül     | Sottomissione (Keylock)                       | 1         | 0:32      |           |
|                  | Pesi leggeri           | Tim Wilde          | batte     | Charlie Leary      | Decisione unanime (29-28, 29-28, 29-28)       | 3         | 5:00      |           |
|                  | Pesi medi              | Pietro Penini      | batte     | Charlie Ward       | Decisione unanime (30-27, 30-27, 29-28)       | 3         | 5:00      |           |
|                  | Pesi piuma             | Robert Whiteford   | batte     | Sam Sicilia        | KO (pugni)                                    | 3         | 4:54      |           |
|                  | Pesi welter            | Lewis Long         | batte     | Walter Gahadza     | Sottomissione (rear-naked choke)              | 1         | 1:44      |           |
|                  | Pesi leggeri           | Chris Bungard      | batte     | Benjamin Brander   | Sottomissione (rear-naked choke)              | 1         | 1:26      |           |
|                  | Pesi medi              | Kent Kauppinen     | batte     | Andy Manzolo       | Sottomissione (forearm choke)                 | 1         | 3:53      |           |
|                  | Catchweight (161 lbs.) | Alfie Davis        | batte     | Alessandro Botti   | Decisione unanime (30-27, 30-27, 29-28)       | 3         | 5:00      |           |
|                  | Pesi medi              | Kevin Fryer        | batte     | George Tokkos      | Decisione unanime (30-27, 30-27, 30-27)       | 3         | 5:00      |           |
|                  | Pesi piuma             | Aiden Lee          | batte     | Damian Frankiewicz | Sottomissione (rear-naked choke)              | 3         | 1:24      |           |
|                  | Catchweight (150 lbs.) | Jeremy Petley      | batte     | Tommy Mearns       | Decisione unanime (29-28, 29-28, 29-28)       | 3         | 5:00      |           |
|                  | Pesi piuma             | Harry Hardwick     | batte     | Nathan Rose        | Decisione maggioritaria (29-28, 29-28, 28-28) | 3         | 5:00      |           |
|                  | Pesi leggeri           | Akonne Wanliss     | batte     | Tim Barnett        | Sottomissione tecnica (D'Arce choke)          | 1         | 0:56      |           |
|                  | Pesi welter            | Raphael Uchegbu    | batte     | Shane Campbell     | Sottomissione (rear-naked choke)              | 3         | 2:52      |           |
|                  | Pesi piuma femminili   | Charlotte McIntyre | batte     | Josie Barber       | KO tecnico (pugni)                            | 2         | 2:00      |           |